# Nickelodeon Deutschland
Nickelodeon Niemcy – niemieckojęzyczna wersja stacji Nickelodeon, działająca w latach 1995-1998 oraz ponownie od 2005 roku.

## Historia
Stację uruchomiono 5 lipca 1995 roku, jednak z powodu niskiej oglądalności została ona zamknięta 31 maja 1998.
Kanał ruszył ponownie 12 września 2005 pod nazwą Nick (obecnie znów Nickelodeon). Jest to kanał FTA, nadający na satelicie Astra 19,2°, przez co można go oglądać w Polsce między innymi na platformie cyfrowej n. Od grudnia 2009 nadaje w godzinach od 06.00 do 20.15, a wieczorem kanał dzieli pasmo z Comedy Central Deutschland. 31 marca 2010 Nick zmienił swoje logo, oprawę graficzną oraz powrócił do swojej pierwotnej nazwy – Nickelodeon. 16 maja 2011 wystartowała niemieckojęzyczna wersja kanału w jakości HD. Kanał jest dostępny w trzech krajach: Niemczech, Austrii i Szwajcarii. Od października 2014 Nickelodeon nadaje ponownie 24 godziny na dobę. Comedy Central został przeniesiony na częstotliwość kanału VIVA. 28 czerwca 2017 Nickelodeon znowu zmienił nazwę na Nick. Od 2018 kanał dzieli pasmo MTV+. Od 2021 kanał dzieli pasmo Comedy Central +1.
23 kwietnia 2024 ogłoszono, że doszło do porozumienia pomiędzy RTL Group i właścicielem Nickelodeon - Paramount Global - w celu sprzedaży stacji. Gdyby doszło do transakcji, kanał stałby się całodobową wersją bloku programowego Toggo emitowanego na Super RTL i zachowałby jednocześnie prawa do emisji programów z Nicka. Do sprzedaży jednak nie doszło w wyniku sprzeciwu Federalnego Urzędu Antymonopolowego (Bundeskartellamt) z dnia 17 września tego samego roku.

## Programy
- iCarly
- SpongeBob Kanciastoporty
- Henio Dzióbek
- Hotel 13 (własny)
- Klub Winx
- Zoey 101
- Victoria znaczy zwycięstwo
- Big Time Rush
- Przyjaciele z podwórka
- Kotopies
- Szkolny poradnik przetrwania
- Małe czarodziejki
- Game Shakers
- Niebezpieczny Henryk
- Piekaczki
- Zagadki rodziny Hunterów